# Blind Worms, Pious Swine
Blind Worms, Pious Swine je sólové studiové album amerického hudebníka Omara Rodrígueze-Lópeze. Vydáno bylo dne 12. srpna 2016 společností Ipecac Recordings jako třetí z dvanácti alb, která hudebník hodlá vydat v tom roce. Album nahrál se svým dlouholetým spolupracovníkem, bubeníkem Deantonim Parksem, a zpěvačkou Teri Gender Bender. Všichni tři byli také členy kvartetu Bosnian Rainbows. Album obsahuje celkem deset autorských písní a také jednu coververzi. Je jí píseň „Lights“ od zpěvačky Ellie Goulding (jde o vůbec první coververzi, kterou Rodríguez-López vydal na svém albu).

## Seznam skladeb
Autorem všech skladeb je Omar Rodríguez-López, pokud není uvedeno jinak.
1. „Vanishing Tide“ – 3:19
2. „Atlantis Is Rising“ – 3:40
3. „Black Mass“ – 3:43
4. „Lights“ (Ellie Goulding, Richard Stannard, Ash Howes) – 3:49
5. „Tunnel Riot“ – 3:18
6. „Savage Letters“ – 3:45
7. „Mariposa“ – 4:20
8. „Swollen Neck“ – 2:43
9. „Hieroglyphs from Hell“ – 1:45
10. „Acacia“ – 2:24
11. „Only Nothing Is“ – 3:55

## Obsazení
- Omar Rodríguez-López – zpěv, kytara, syntezátor, baskytara
- Teri Gender Bender – zpěv
- Deantoni Parks – bicí